# Schoren Schachen
Das Gebiet Schoren Schachen ist eine Naturlandschaft in der Ebene am Unterlauf der Reuss im Schweizer Kanton Aargau und ein Schutzgebiet von nationaler Bedeutung.
Der Flurname «Schachen» bezeichnet in der Schweiz Ufergebiete an Flüssen, die früher periodisch bei Hochwasser überflutet wurden und Feuchtgebiete sowie Auwälder umfassten. Das Schachenland war für die Landwirtschaft schlecht nutzbar und diente oft nur als Streuwiese. In den Auengebieten an der Reuss in den Kantonen Luzern, Zug und Aargau haben zahlreiche Flächen das Toponym Schache erhalten.

## Geografie
Das Naturschutzgebiet Schoren Schachen liegt auf der linken Seite der Reuss auf 390 m ü. M. auf dem Gebiet der Gemeinde Mühlau. Es ist nach der Ortschaft Schoren benannt, die aus mehreren Weilern besteht und in der Reussebene nördlich des Dorfes Mühlau liegt. Die landwirtschaftlich genutzte Schorematt schliesst auf der Westseite an das Schutzgebiet an, das eine Fläche von 28 Hektar mit Feuchtgebieten, Weihern und Gehölzen umfasst. Der grosse See entstand seit den 1970er Jahren in einer ehemaligen Kiesgrube. Der Schachenbach entwässert das Feuchtgebiet gegen Norden.
Im Osten ist das Naturreservat durch den kanalisierten Lauf der Reuss begrenzt, deren Ufer in diesem Abschnitt um 2010 renaturiert wurde. Dem Fluss folgt der linksseitige Hochwasserschutzdamm, über welchen ein Feldweg führt. Flussaufwärts ist auf der Aussenseite des Dammes ein Waldstreifen erhalten, der in der Nähe der Reussbrücke von Mühlau beginnt und ebenfalls zum Schutzgebiet zählt. Ganz im Süden erreicht der Rand dieses Wäldchens das künstliche Bachbett des Sembachs, der bei Schoren das Schutzgebiet nochmals berührt und etwa einen Kilometer weiter nördlich den Reusskanal speist, der die Ebene bei Mühlau und Merenschwand entwässert.
Der nordöstliche Bereich des Schutzgebiets liegt im Perimeter des Auenschutzgebiets «Ober Schachen-Rüssspitz». Auf der gegenüberliegenden Seite der Reuss erstreckt sich im Kanton Zug das Feuchtgebiet «Maschwander Allmend» mit dem Schutzgebiet «Rüssspitz» über eine Fläche von 386 Hektaren. Die Ebene beidseits der Reuss ist wegen der grossen Bedeutung für die Biodiversität als Smaragdgebiet «Reusstal» definiert und liegt im Landschaftsschutzgebiet «Reusslandschaft» des Bundesinventars der Landschaften und Naturdenkmäler von nationaler Bedeutung.
Im Schachengebiet bei Schoren sind zwei verschiedene Schutzgebiete mit dem gleichen Namen bezeichnet, die als Biotop- und Artenschutzgebiete in der IUCN-Kategorie IV registriert sind:
- Das Moorgebiet «Schoren Schachen» mit dem Feuchtgebiet von 21 Hektar ist im Bundesinventar der Flachmoore von nationaler Bedeutung verzeichnet (Objekt AG 2778 des Bundesinventars der Flachmoore von nationaler Bedeutung; World Database on Protected Areas Nr. 166679).
- Das etwas grössere Amphibienlaichgebiet «Schoren Schachen» mit der Fläche von 28 Hektar ist im Bundesinventar der Amphibienlaichgebiete von nationaler Bedeutung unter der Nummer AG 493 verzeichnet (World Database on Protected Areas Nr. 347390).

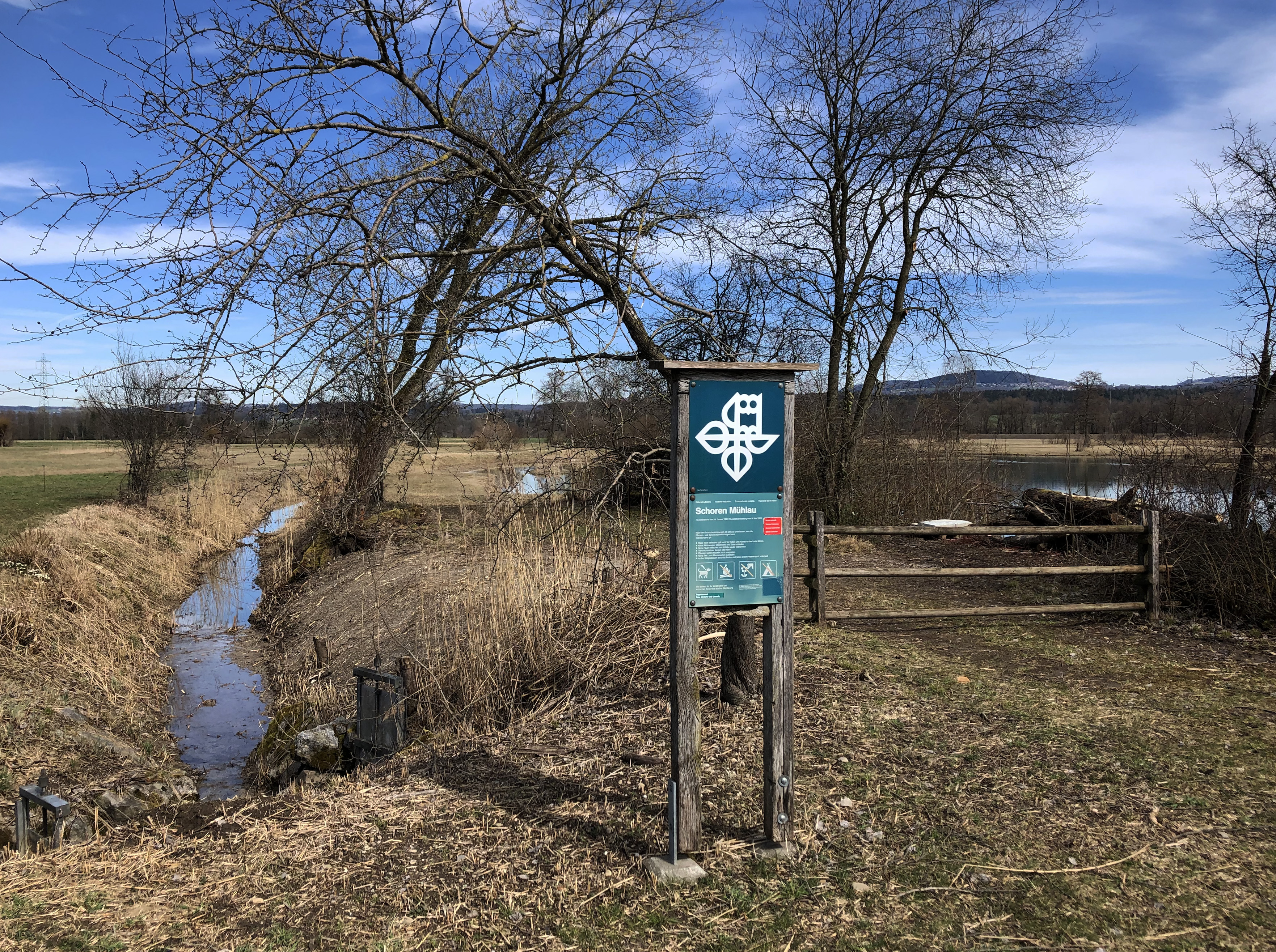
Schutzgebiet «Schachen»
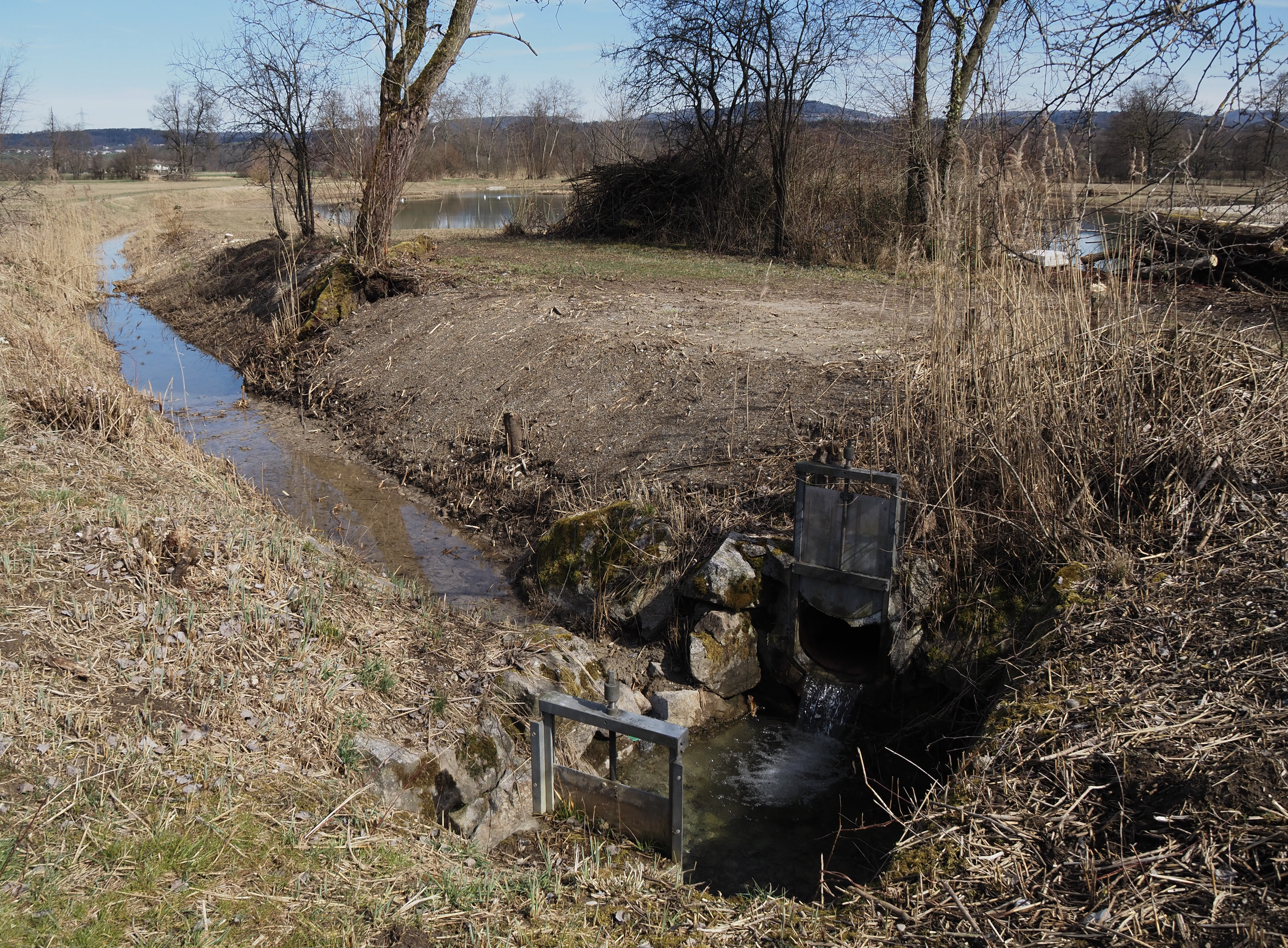
Gewässer und Entwässerungskanal
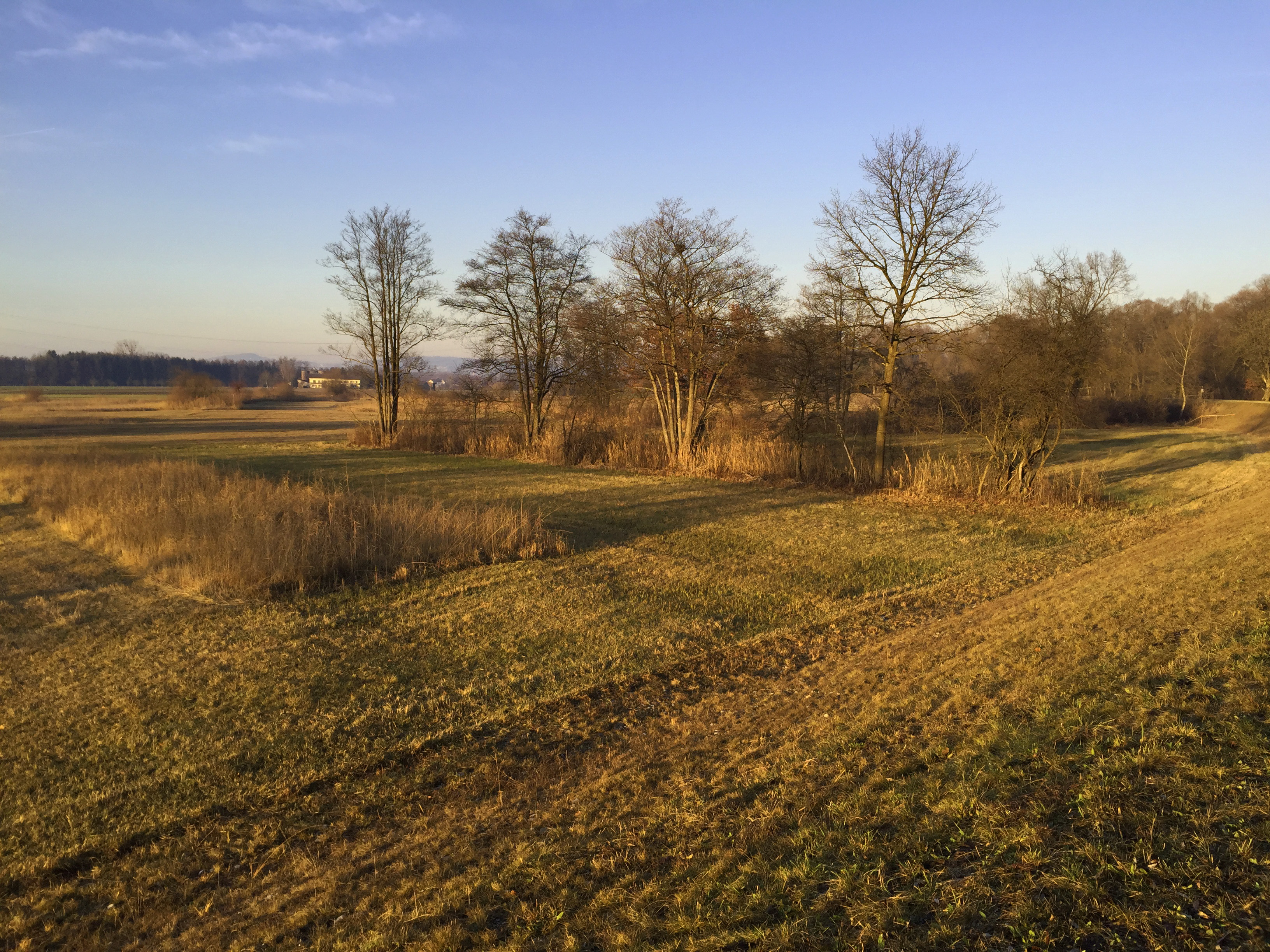
Flachmoor